# 全日本ろうあ連盟

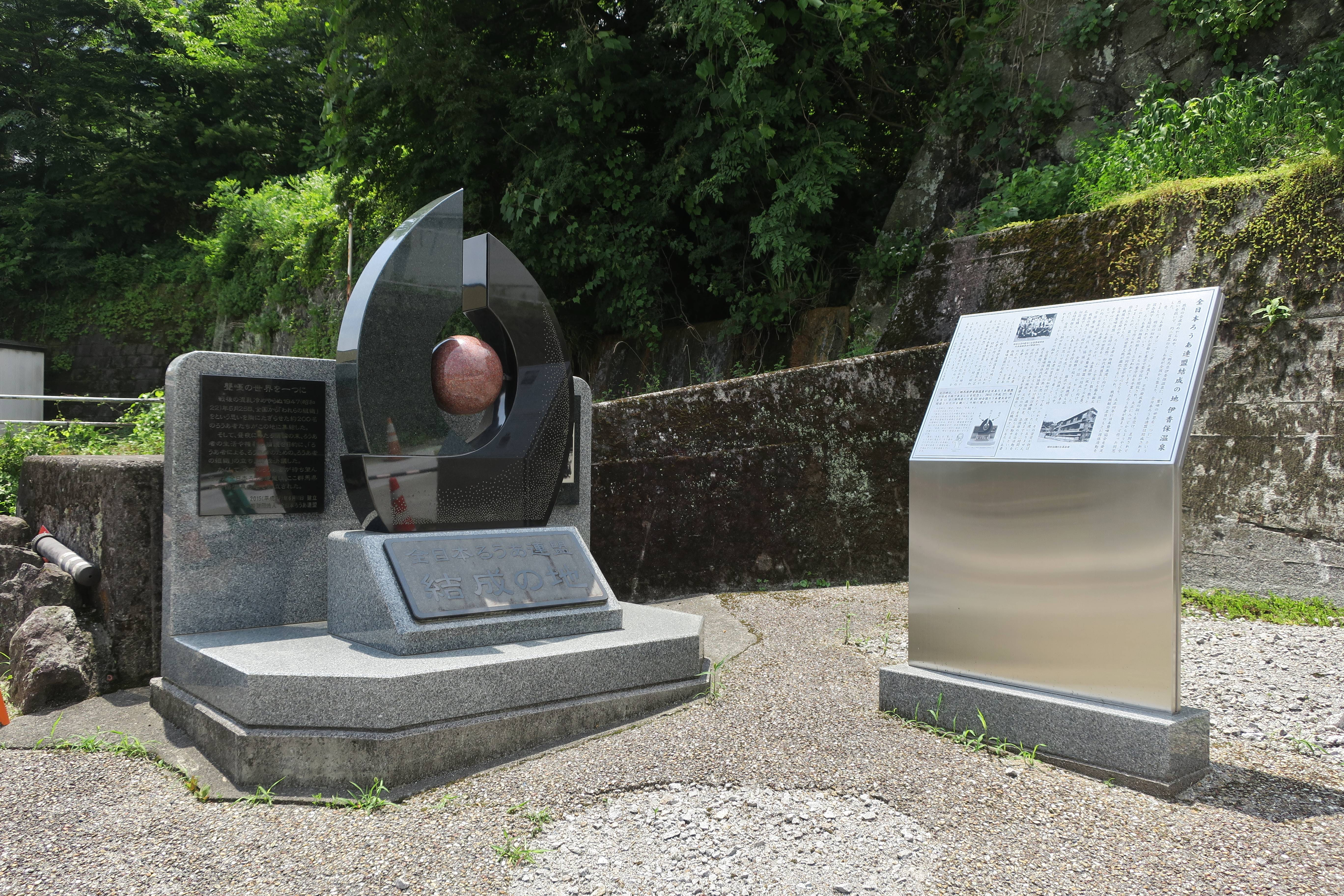
伊香保温泉に建つ「全日本ろうあ連盟結成の地」の碑（群馬県渋川市）

一般財団法人全日本ろうあ連盟（ぜんにほんろうあれんめい）は、日本で唯一のろう者の当事者団体。会員数は2万人を超える。手話通訳の認知や聴覚障害者の自立の推進などを目的としている。

## 略歴
- 1947年 -  伊香保温泉 で結成大会
- 1967年 - 第1回全国ろうあ者体育大会
- 1968年 - 運転免許裁判始まる
- 1969年 - 青年部発足
- 1975年 - 婦人部発足
- 1979年 - 民法11条改正運動
- 1988年 - 老人部発足
- 1997年 - 創立50周年記念大会
- 2002年 - 全国手話通訳問題研究会、日本手話通訳士協会と協力し全国手話研修センターを設立
- 2009年 - 創立60周年記念映画「ゆずり葉-君もまた次のきみへ-」作成
- 2012年 - 2012世界ろう者卓球選手権大会
- 2013年 - 4月1日、一般財団法人へ移行

## 活動
- 全国ろうあ者体育大会を開催
  - 夏季 - 軟式野球、卓球、バレーボール、陸上、サッカー、テニス、ボウリング、ソフトボール、バドミントン、バスケットボール
  - 冬季 - アルペンスキー、スキー技術、スノーボード
- JICAの研修業務委託により世界から研修生を受け入れてろう者のリーダーを育成
- 機関紙「日本聴力障害新聞」（日聴紙）を毎月発行

## 出版物
- きこえない子どもと共に―自信をもって大きくなあれ（2001年）ISBN 4915675688
- わたしたちの手話 学習辞典（2010年）ISBN 4904639022
- わたしたちの手話 新しい手話〈2013〉 ISBN 4904639065